# Caroline von Humboldt
Caroline von Humboldt, född von Dacheröden den 23 februari 1766 i Minden, död den 26 mars 1829 i Berlin, var en tysk mecenat och salongsvärd. Hon betraktades av sin samtid som en av sin tids mest intelligenta, bildade och frigjorda kvinnor. 
Hon var från 1791 gift med Wilhelm von Humboldt. Paret bodde omväxlande i Paris, Wien, Rom och Berlin, och i varje stad höll hon salong och bedrev mecenatverksamhet särskilt för tyska konstnärer. Hon var bekant med Henriette Herz, i vars salong hon hade mött sin man, och med Charlotte von Lengefeld och deltog i tidens debatt genom brevväxling med flera ledande filosofer.